# Badischer Verwaltungsgerichtshof
Der Badische Verwaltungsgerichtshof mit Sitz in Karlsruhe war das erste unabhängige Verwaltungsgericht in Deutschland. Es wurde zum 1. Oktober 1864 errichtet und bestand formell bis 1945.

## Geschichte
Bereits 1848 waren bei den parlamentarischen Beratungen über ein Gesetz zur Neuorganisation der Verwaltung Bedenken gegen eine Regelung aufgekommen, nach der Entscheidungen der Kreisausschüsse vom Innen- oder Staatsministerium überprüft werden sollten. Die Regierung hatte daraufhin einen zusätzlichen Gesetzentwurf vorgelegt, der die Einrichtung eines selbstständigen Verwaltungsgerichtshofs vorsah. Da unklar war, ob die vorgesehenen Regelungen mit der Paulskirchenverfassung vereinbar wären, wurden die Pläne zur Verwaltungsreform schließlich nicht weiterverfolgt.
Erst ab 1860 wurde die Verwaltungsreform wieder Gegenstand politischer Initiativen, und schließlich wurde das Gesetz, die Organisation der innern Verwaltung betreffend vom 5. Oktober 1863 erlassen, in dessen § 1 bestimmt war: Die Rechtspflege in bestimmten Streitigkeiten über öffentliches Recht wird (…) in der letzten Instanz von dem Verwaltungsgerichtshof ausgeübt. Nähere Bestimmungen über den Gerichtshof enthielten die §§ 15 bis 19 des Gesetzes. Das Verfahren sollte aber durch eine Regierungsverordnung geregelt werden. So erging am 12. Juli 1864 die Vollzugsverordnung zum Gesetze über die Organisation der inneren Verwaltung; insbesondere die Einrichtung und die Zuständigkeit der Behörden und das Verfahren betreffend, die diese Regelungen enthielt und das Gesetz zum 1. Oktober 1864 in Kraft setzte. Damit bestand an diesem Tag zum ersten Mal in Deutschland ein unabhängiges Verwaltungsgericht.
Wegen einer Übergangsbestimmung in der Vollzugsverordnung waren die ersten Verfahren des Gerichts noch in geheimer Sitzung zu entscheiden, wie dies zuvor bei der Behandlung von Rekursen auf dem Verwaltungsweg üblich gewesen war. Nach diesem Verfahren erging am 15. Dezember 1864 die erste Entscheidung des Gerichts. Die erste öffentliche Sitzung des Verwaltungsgerichtshofs fand am 10. Januar 1865 unter großem Interesse der Öffentlichkeit statt. Am selben Tag ergingen auch seine ersten öffentlich verkündeten Entscheidungen.
Eine gesetzliche Grundlage für das Verfahren des Verwaltungsgerichtshofs brachte das Verwaltungsrechtspflegegesetz vom 14. Juni 1884.
Nach der Machtübernahme der Nationalsozialisten im Jahr 1933 teilte der Badische Verwaltungsgerichtshof das Schicksal der deutschen Verwaltungsgerichtsbarkeit im Allgemeinen: Formell blieb er bestehen, doch verlor er praktisch dadurch stark an Bedeutung, dass die nationalsozialistischen Gesetze regelmäßig keine gerichtliche Überprüfung von Maßnahmen der Verwaltung vorsahen. Zudem folgte es vor allem im Bereich der sogenannten politischen Polizei Rechtsansichten, die darauf hinausliefen, dass eine inhaltliche Prüfung des Verwaltungshandelns nicht mehr stattfand. Dementsprechend ging auch die Rechtsprechungstätigkeit des Gerichts stark zurück. Mit dem Beginn des Zweiten Weltkriegs wurden dem Gericht durch Vereinfachungserlasse praktisch fast alle noch bestehenden Zuständigkeiten entzogen. Auch wurden fast alle Richter in die Verwaltung versetzt. Ende 1944 wurde der Sitz des Gerichts, dessen Personal nur noch aus dem Präsidenten, einem Geschäftsstellenbeamten, einer Schreibkraft und einem Hausmeister bestand, nach Bad Rappenau verlegt.
Der Alliierte Kontrollrat verfügte mit dem Kontrollratsgesetz Nr. 36 wieder eine Verwaltungsgerichtsbarkeit. Die im deutschen Südwesten errichteten Verwaltungsgerichtshöfe weisen keine Kontinuität zum Badischen Verwaltungsgerichtshof auf: In Südbaden wurde ein Verwaltungsgerichtshof in Freiburg errichtet, während in Württemberg-Baden, wozu Karlsruhe gehörte, der Verwaltungsgerichtshof in Stuttgart eingerichtet wurde, während Karlsruhe nur noch ein erstinstanzliches Verwaltungsgericht erhielt.

### Präsidenten
Der erste Präsident des Badischen Verwaltungsgerichtshofs war Gideon Weizel. Dieser verstarb im Jahr 1872, und 1874 wurde Ludwig Renck dessen Nachfolger. 1877 bis 1886 war Walter Schwarzmann Präsident.
Von 1900 bis 1913 war Ferdinand Lewald der Präsident und anschließend ab 1913 Karl Glockner.

## Zusammensetzung
Der Badische Verwaltungsgerichtshof bestand aus einem Präsidenten und sechs Räten und entschied in einer Besetzung von fünf Richtern. Nach dem Verwaltungsrechtspflegegesetz von 1884 mussten die Mitglieder die Befähigung zum Richteramt haben und durften während ihrer Amtsdauer nicht in der Verwaltung tätig sein. Ehrenamtliche Richter waren an dem Gericht nicht tätig.

## Zuständigkeit
Für die Zuständigkeit des Verwaltungsgerichtshofs galt das Enumerationsprinzip: Der Gerichtshof war nur für solche Angelegenheiten zuständig, die ihm durch einen im Gesetz aufgestellten Katalog ausdrücklich übertragen waren. Hierzu gehörte zunächst die Entscheidung über Rekurse gegen verwaltungsgerichtliche Entscheidungen der Bezirksräte, deren Zuständigkeit wiederum nach einem abgeschlossenen Katalog bestimmt war. Hierunter fielen etwa Streitigkeiten über Gemeindezugehörigkeit oder das aktive und passive kommunale Wahlrecht, verschiedene Beitragspflichten, Feldbereinigung, Gewässerbenutzung, Jagd und Fischerei. Als einzige Instanz entschied der Verwaltungsgerichtshof über vermögensrechtliche Streitigkeiten zwischen Bürger und Staat oder auch Staatsanstalten wie etwa Pensionskassen, über die Pflicht zu Staatsabgaben, den Anspruch auf das badische Staatsbürgerrecht und über Kosten für bestimmte polizeiliche Maßnahmen. Auch das Verwaltungsrechtspflegegesetz von 1884 hielt am Enumerationsprinzip fest, brachte aber eine erhebliche Ausweitung des Zuständigkeitskatalogs.